# Вартість перестрахування
При здійсненні перестрахування кожна страхова компанія виходить з того, що даний процес повинен бути економічно ефективним при досягненні поставленої цілі, а також повинен враховувати вартість перестрахування.

## Вартість перестрахування
Вартість перестрахування включає:
- частину страхової премії, що передасться перестраховику;
- витрати компанії на ведення справи у зв’язку з передачею ризиків.

У самому процесі перестрахування закладене певне протиріччя. З одного боку, перестраховик фінансове підтримуючи страхову компанію, сприяє збалансуванню її страхового портфелю, розширенню її страхової діяльності, з іншого, перестрахування пов’язане з передачею доволі значної частини страхової премії, а значить с можливість погіршення підсумкових показників діяльності страхової компанії. 

Виходячи із зазначеного, правильне визначення розміру перестрахування має важливе значення дія кожної страхової компанії. У зв’язку з цим, визначальним є власне утримання цедента, яке являє собою економічно обґрунтований рівень суми, в межах якої страхова компанія утримує на своїй відповідальності певну частку ризиків, які страхує, та передаючи в перестрахування суми, що перевищують даний рівень. Існує багато теорій та практичних рекомендацій по встановленню лімітів власного утримання. Проте вони не враховують специфіки кожної окремої страхової компанії.

В розв'язанні зазначеної проблеми важливим с врахування багатьох факторів (середньої збитковості за ризиками, що страхуються, обсяг премії, середня дохідність чи прибутковість операцій по відповідному виду страхування, територіальний розподіл застрахованих об’єктів, величина витрат на ведення страхової справи) та професійний рівень андерайтерів. 

## Умова непередвання у перестрахування частини ризику
Страховик зобов’язаний передавати у перестрахування частину ризику (своїх зобов’язань перед страхувальником), якщо не буде виконуватися наступна умова:
{\displaystyle ~S=(A-Y){\frac {10\%}{100\%}}},

де 

{\displaystyle S} – сума, на яку страховик має право укладати договори по заданому виду страхування;

{\displaystyle A} – величина активів страхувальника; 

{\displaystyle Y} – розмір сплаченого статутного капіталу; 

10% – нормальне процентне відношення страхових надходжень до сплаченого статутного капіталу по даному виду страхування.

## Коефіцієнт професора Ф.В.Коньшина
Теоретичною основою визначення ступеня імовірності дефіцитності коштів виступає коефіцієнт професора Ф.В.Коньшина
{\displaystyle ~K={\sqrt {\frac {1-{\bar {q}}}{n{\bar {q}}}}}},
де 

{\displaystyle K} – коефіцієнт Коньшина;

{\displaystyle {\bar {q}}} – середня тарифна ставка по всьому страховому портфелю;

{\displaystyle n} – кількість застрахованих об’єктів.
 
Чим менше значення {\displaystyle K}, тим нижче імовірність дефіцитності коштів і тим вище фінансова стійкість страхової компанії.

## Оцінка фінансової стійкості страхового фонду
Для оцінки фінансової стійкості страхового фонду як відношення доходів до витрат за тарифний період, використовується формула:
{\displaystyle ~K_{fs}={\frac {D+C_{zf}}{P}}},

де 

{\displaystyle ~K_{fs}} – коефіцієнт фінансової стійкості;

{\displaystyle D} – сума доходів страхувальника за тарифний період;

{\displaystyle P} – сума витрат за тарифний період;

{\displaystyle C_{zf}} – сума коштів в запасних фондах.

Нормальним станом фінансової стійкості страхової організації варто вважати, якщо {\displaystyle ~K_{fs}>1} , тобто коли сума доходів з урахуванням залишку коштів в запасних фондах перевищує усі витрати страхувальника.

## Страхування сільського господарства
Страхування сільського господарства виступає одним із основних видів страхування, що перестраховується. Проте вартість такого перестрахувального захисту для вітчизняних страхових компаній є досить високою, оскільки укладання факультативних договорів перестрахування урожаю сільськогосподарських культур за окремими ризиками вимагає значних витрат на андеррайтинг ризику.

Ряд українських страховиків з самого початку орієнтується на іноземних перестраховиків або за бажанням страхувальників, або за власним бажанням (включаючи 100% перестрахування під 15% комісійні), інші звертаються за кордон через неможливість розмістити той чи інший ризик на внутрішньому перестрахувальному ринку. 

Домінуючими формами перестрахових операцій є факультативні пропорційні перестрахування окремих ризиків. Існує три види пропорційних програм перестрахування, що найбільш часто зустрічаються:
- щорічно поновлювана термінова програма перестрахування
- програма перестрахування на базі співстрахування
- програма перестрахування на базі перевтіленого співстрахування.

## Перестрахування як один з індикаторів фінансової безпеки ринку страхових послуг
Щодо напрямів перестрахової діяльності, то більшість ризиків протягом останніх років перестраховується в Україні. Перестраховикам-нерезидентам за підсумками 2008 р. передано на [перестрахування] 1 037,8 млн грн, що становить всього 4,3 %. Найбільше сплачено до Великої Британії – 32,7 %, Німеччини – 21,1 % та Росії – 14,3 % (табл. 1). 

За оцінками Державної комісії з регулювання ринків фінансових послуг, максимальна сума власного утримання страхових компаній України за 2008 р. становила від 250 до 390 млн грн. Щодо перестрахових виплат, то вони, починаючи з 2004 р., дуже незначні. У 2004 р. виплати за договорами перестрахування становили лише 3,3 % від загальних обсягів перестрахування, і лише за підсумками 2007-2008 рр. частка виплат досягла 10,2 % (табл. 2). Усі ці дані свідчать про поступове зростання рівня фінансової безпеки вітчизняного ринку страхових послуг. 
Крім того, з 16 травня 2008 р. умови перестрахування в Україні стали ще більш жорсткішими. Відповідно до внесених змін до Закону України "Про страхування" від 10 травня 2007 р. і розпорядження Держфінпослуг №8197 від 11 листопада 2007 р. з моменту вступу України у Світову Організацію Торгівлі(далі – СОТ) договори перестрахування можуть бути укладені тільки з тими нерезидентами, які зареєстровані в країнах – членах СОТ, що здійснюють співпрацю із Групою з розроблення фінансових заходів боротьби з відмиванням грошей (FATF); за страховими компаніями країни, де зареєстрований нерезидент, повинен здійснюватися нагляд уповноваженим державним органом; рейтинг фінансової надійності страховика-нерезидента повинен відповідати вимогам, встановленим Держфінпослуг для рівня рейтингу міжнародного рейтингового агентства, що присвоїли даний рейтинг. Найвпливовішими міжнародними рейтинговими агентствами сьогодні є Standart&Poors та MOODY'S.
- Файл:Tabl11.JPG
- Файл:Tabl2.JPG

Висновки. Зростання частки перестрахування у валових страхових преміях до 2004 р. знижувало платоспроможність ринку страхових послуг в Україні, а відтак – ставило під загрозу його фінансову безпеку. Ситуація погіршувалась і тим, що обсяги внутрішнього перестрахування були меншими за зовнішнє (у нерезидентів), внаслідок чого значні обсяги фінансових ресур-сів спрямовувались за кордон і вилучались з інвестиційного обігу держави. Із прийняттям державним регулятивним органом відповідних заходів ситуація протягом останніх років змінилася: зменшення частки перестрахування у валових страхових преміях, зокрема частки перестрахування у нерезидентів, забезпечило зростання платоспроможності вітчизняного ринку страхування, що значно підвищило його фінансову безпеку.

На сьогодні більшість страхових ризиків перестраховується в Україні, а тенденція до зростання частки виплат за договорами перестрахування також сприяє забезпеченню певного рівня фінансової незалежності вітчизняного ринку страхових послуг.[10]